# Bruno Lafourcade
 (décembre 2022).
Pour les articles homonymes, voir Lafourcade.
Bruno Lafourcade, né le 3 décembre 1966, est un écrivain, romancier, essayiste, critique littéraire et chroniqueur français dans la revue Éléments.

## Biographie
Bruno Lafourcade a publié des romans, des essais et des pamphlets ; il a écrit des notes critiques, notamment pour La Revue littéraire, et tient une rubrique, « Nos figures », dans la revue Éléments ; il publie aussi, sur son blog, des textes brefs.
D’abord remarqué par Roland Jaccard, pour un essai mordant sur le suicide (« Lafourcade [...] est d’une cruauté incroyable et d’une drôlerie face à tous les travers de nos sociétés qui vaut bien celles des grands pamphlétaires du siècle précédent »), il est vraiment découvert avec L’Ivraie, un roman sur l’enseignement, bien que ce ne soit pas, selon le romancier Patrice Jean, « un roman sur l’école, mais un roman sur l’effondrement moral de l’Europe », « le grand roman du recouvrement de la vérité par la masse ». Jean-Claude Hauc qualifie pour sa part L’Ivraie de « roman urticant », « à la fois hilarant et désespérant » ; Christian Authier juge que, « au-delà de son style et de sa drôlerie, en dépit de longueurs et de redites, L’Ivraie nous touche par sa mélancolie. » ; enfin, le critique Jérôme Dupuis estime que « L’Ivraie, par sa radicalité, regorge de scènes justes, cruelles, dérangeantes ».
Depuis, Bruno Lafourcade alterne romans et pamphlets, ce qui a fait dire à Christopher Gérard : « Dans La Chartreuse de Parme, Stendhal proclame, non sans une certaine mauvaise foi, que “la politique dans une œuvre d’art, c’est un coup de pistolet au milieu d’un concert” : avec Lafourcade, il faut parler de canonnade, tant le polémiste de race se déchaîne contre l’imposture aux mille faces, toujours avec esprit et dans une langue précise servie par un style percutant. »
En mai 2019, il se présente en 13e position sur la liste d'extrême droite "La ligne claire", menée par Renaud Camus. Cette liste obtient 1578 voix, soit 0,01 % des suffrages exprimés.
Bruno Lafourcade appartient au Conseil national de la résistance européenne.

## Publications
- Etché, La Fontaine secrète, 2009, roman
- L’Ordre, Brumerge, 2010, roman
- Derniers feux, La Fontaine secrète, 2011, essai
- Le Portement de la Croix, Brumerge, 2011, roman
- Sur le suicide, Paris, François Bourin, 2014, essai
- Leur Jeunesse, Jean-Dézert, 2016, journal
- L’Ivraie, Paris, Léo Scheer, 2018, roman
- Les Nouveaux Vertueux, Jean-Dézert, 2018, pamphlet
- Saint-Marsan, Terres de l’Ouest, 2019, roman
- Une jeunesse les dents serrées, Paris, Pierre-Guillaume de Roux, 2019, pamphlet
- Le Hussard retrouve ses facultés, Auda Isarn, coll. « Lys Noir » n°9, 2019, roman policier
- Tombeau de Raoul Ducourneau, Paris, Léo Scheer, 2019, roman
- Ahmed le Magnifique, Le Bretteur, 2019, roman (en coll. avec Laurane Rivet)
- Les Cosaques et le Saint-Esprit, Paris, La Nouvelle Librairie, coll. La Peau sur la Table, 2020, chroniques
- La Littérature à balles réelles, Jean Dézert Éditions, 2021, recueil de critiques littéraires
- Sac de frappes, Jean Dézert Éditions, 2022
- Leur Jeunesse, Jean Dézert Éditions, 2022
- L'Intervalle entre le marchepied et le quai, Paris, La Nouvelle Librairie, coll. La Peau sur la Table, 2022, chroniques
- Main basse sur le cinématographe (avec Laurent Firode), La mouette de Minerve, 170 p., 2024  (ISBN 978-2487526051)

Contributions à des livres et des revues
- « Roanne », Poussières du monde, Paris, François Bourin, 2014
- « La Littérature à balles réelles », La Revue littéraire, n°77, Paris, Léo Scheer, mars-avril 2018
- « Cahors », La Revue littéraire, n°72, Paris, Léo Scheer, mars-avril 2019

## Prix
- Prix du suicide littéraire 2018 de L'Incorrect[11].